# 1971 en Italie
Chronologie de l'Italie
- 1967
- 1968
- 1969
- 1970
- 1971
- 1972
- 1973
- 1974
- 1975

## Événements
- 6 février : séisme à Tuscania[1].
- 23 février : de nouvelles émeutes qui éclatent à Reggio de Calabre sont réprimées par les véhicules blindés de l'armée italienne qui entrent dans le quartier sécessionniste de Sbarre[2].

- Mai : le libraire Angelo Pezzana fonde à Turin le Fuori!, le Fronte Unitario Omosessuale Rivoluzionario Italiano (Front unitaire révolutionnaire homosexuel)[3].
- 13 juin : élections administratives en Italie. Le parti néo-fasciste du Mouvement social italien enregistre des progrès considérables, notamment à Rome et en Sicile[4].

- 6 octobre : loi n° 853 relative au financement de la Cassa per il Mezzogiorno pour la période quinquennale 1971-1975[5]. Les investissements vers le sud du pays sont portés de 60 à 80 % par les entreprises publiques italiennes.
- 9 octobre : loi n° 825 concernant la mise en œuvre de la réforme fiscale[6], modifiée par la loi n° 1036 du 6 décembre 1971[7]. Le gouvernement adopte un plan de réforme profonde de la fiscalité alors que l'Italie connait un niveau de corruption endémique qui mine les finances de l’État. La complexité de calcul des impôts, la multiplicité des administrations chargées de la collecte, le nombre de déclarations et de contrôles nécessaire par le fisc favorise une fraude fiscale massive qui prive l’État de précieuses ressources.

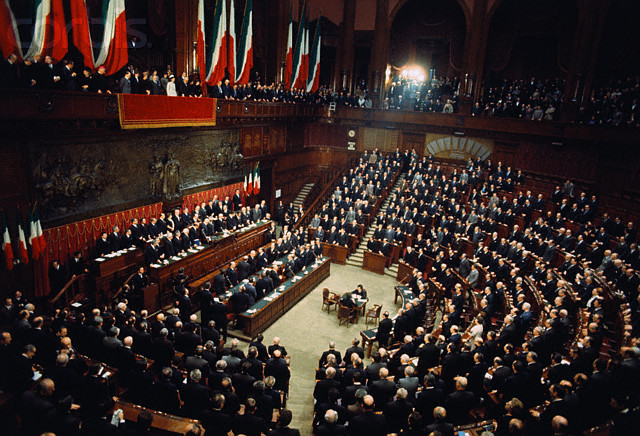
29 décembre : Giovanni Leone prête serment devant le Parlement réuni en séance plénière.

- 23 décembre : Giovanni Leone est élu président de la République italienne[8].

## Culture

### Cinéma
- 29 juin : 16e cérémonie des David di Donatello.
- Box-office Italie 1971-1972.

#### Films italiens sortis en 1971
- 2 août : La bestia uccide a sangue freddo (La Clinique sanglante), film réalisé par Fernando Di Leo
- 26 août : Nella stretta morsa del ragno (Les Fantômes de Hurlevent), film italo-franco-allemand réalisé par Antonio Margheriti
- 17 septembre : La classe operaia va in paradiso (La classe ouvrière va au paradis), film réalisé par Elio Petri
- 20 septembre : Addio fratello crudele (Dommage qu'elle soit une putain), film réalisé par Giuseppe Patroni Griffi
- 15 novembre : Blindman (Blindman, le justicier aveugle), film italo-américain réalisé par Ferdinando Baldi
- 15 décembre : In nome del popolo italiano (Au nom du peuple italien), film réalisé par Dino Risi
- 17 décembre : 4 mosche di velluto grigio (Quatre Mouches de velours gris), film italo-français réalisé par Dario Argento
- 22 décembre : Bello, onesto, emigrato Australia sposerebbe compaesana illibata, film italo-australien réalisé par Luigi Zampa

#### Autres films sortis en Italie en 1971
- 28 août : Attenzione alla puttana santa (Prenez garde à la sainte putain), film allemand réalisé par Rainer Werner Fassbinder
- 2 septembre : Niente orchidee per Miss Blandish (Pas d'orchidées pour miss Blandish), film américain réalisé par Robert Aldrich
- 29 septembre : Una squillo per l'ispettore Klute (Klute), film américain réalisé par Alan J. Pakula
- 26 novembre : Brivido nella notte (Un frisson dans la nuit), film américain réalisé par Clint Eastwood
- 22 décembre : Agente 007 - Una cascata di diamanti (Les diamants sont éternels), film britannique réalisé par Guy Hamilton

#### Mostra de Venise
- Lion d'or :
- Coupe Volpi pour la meilleure interprétation féminine :
- Coupe Volpi pour la meilleure interprétation masculine :

### Littérature

#### Livres parus en 1971
- Il contesto (it) de Leonardo Sciascia (Einaudi), adapté au cinéma par Francesco Rosi en 1976 sous le titre Cadaveri eccellenti (Cadavres exquis)
- L'anatra nel cortile, de Franco Ferrucci (Rizzoli)

#### Prix et récompenses
- Prix Strega : Raffaello Brignetti, La spiaggia d'oro (Rizzoli)
- Prix Bagutta : Pietro Gadda Conti (it), La paura (Ceschina)
- Prix Campiello : Gianna Manzini, Ritratto in piedi
- Prix Napoli : Michele Prisco, I cieli della sera, (Rizzoli)
- Prix Viareggio : Ugo Attardi, L'erede selvaggio
- Prix Sympathie : première édition

## Naissances en 1971
- 25 janvier : Luca Badoer, pilote automobile de Formule 1.
- 13 septembre : Ezio Bosso, chef d’orchestre et compositeur. (° 15 mai 2020)

## Décès en 1971
- 8 avril : Angelo Dellacasa, 74 ans, joueur de football, jouant au poste de milieu offensif ou d'attaquant. (° 5 août 1896)
- 8 juin : Arnoldo Mondadori, 81 ans, éditeur, fondateur, en 1907, de l'une des plus grandes maisons d'édition italienne, qui porte toujours son nom, Arnoldo Mondadori Editore. (° 2 novembre 1889)
- 11 juillet : Rodolfo Terlizzi, 74 ans, escrimeur, champion olympique de fleuret par équipe aux Jeux olympiques de 1920 à Anvers. (° 17 octobre 1896)